# Barrio del Carmen, San Francisco Tlapancingo
Barrio del Carmen är en ort i Mexiko.   Den ligger i kommunen San Francisco Tlapancingo och delstaten Oaxaca, i den sydöstra delen av landet, 240 km söder om huvudstaden Mexico City. Barrio del Carmen ligger 1 587 meter över havet och antalet invånare är 169.
Terrängen runt Barrio del Carmen är huvudsakligen kuperad, men åt nordost är den bergig. Barrio del Carmen ligger nere i en dal. Runt Barrio del Carmen är det ganska tätbefolkat, med 75 invånare per kvadratkilometer. Närmaste större samhälle är San Francisco Tlapancingo, 4,1 km norr om Barrio del Carmen. I omgivningarna runt Barrio del Carmen växer huvudsakligen savannskog.